# Аксарай (Стамбул)

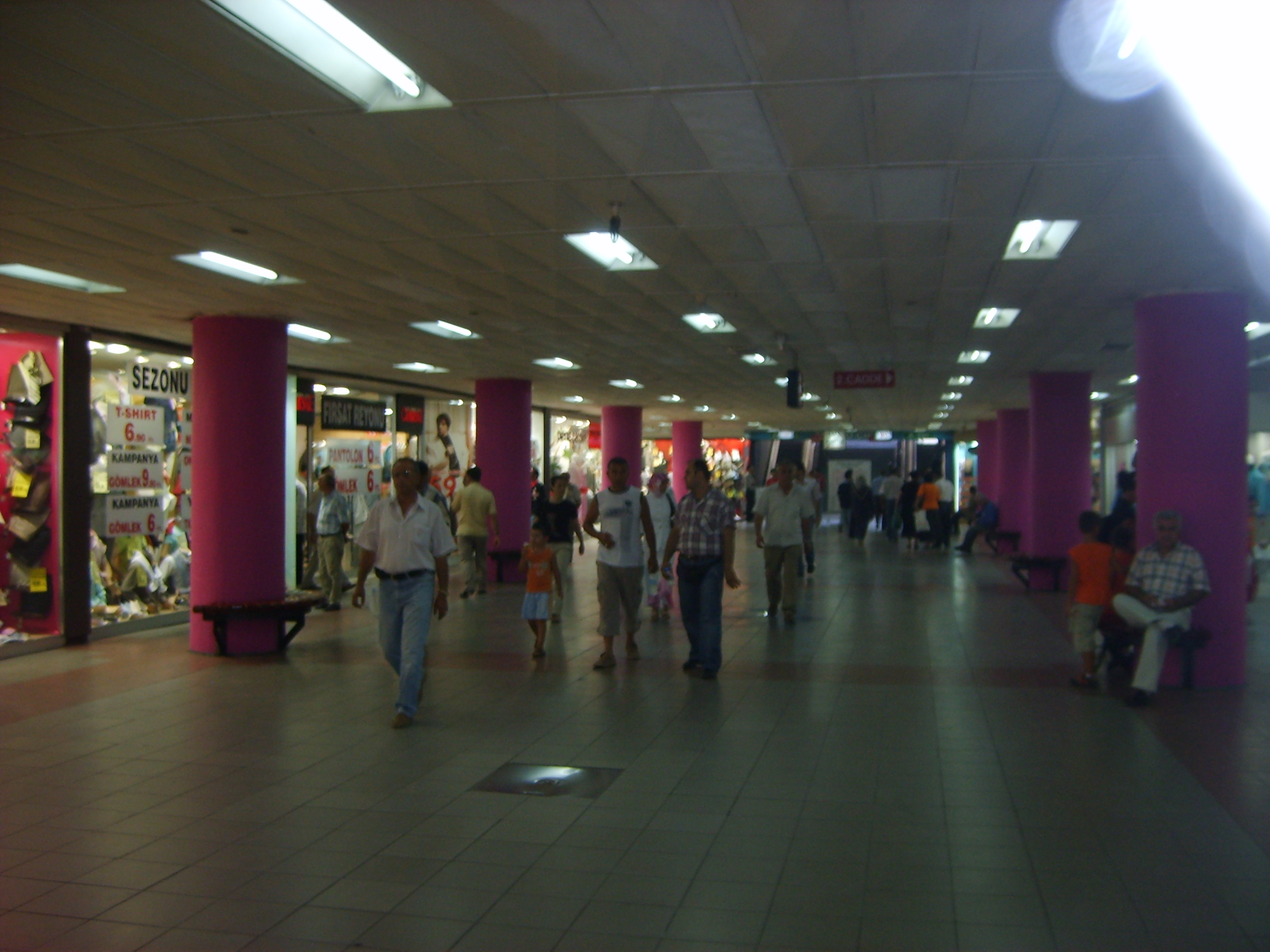

Аксарай (тур. Aksaray (Istanbul), букв. «білий палац») — один з житлових мікрорайонів району Фатіх, розташований по сусідству з мікрорайоном Лалелі історичного округу Еміненю в європейській частині сучасного Стамбула, Туреччина. В культурно-історичному плані Лалелі відомий завдяки розташуванню поряд з ним одного з пам'ятників історії — Мечеть Валіде. Нині Аксарай, як і сусідні Лалелі і Беязит, орієнтований на розвиток туризму та торгівлю з країнами Східної Європи. Житловий район Аксарай значною мірою сам населений вихідцями з колишнього СРСР.